# Albatros WMZ
Die Albatros WMZ ist ein deutscher Doppeldecker auf Schwimmern, der vor dem Ersten Weltkrieg von der kaiserlichen Marine verwendet wurde.

## Konstruktion
Tragflächen
Der Flügelumriss ist rechteckig. Bei gleicher Flügeltiefe ist die Spannweite des oberen Flügels größer. Die Holme und die Rippen bestehen aus Holz. Die Bespannung besteht aus Stoff.
Rumpf
Der Rumpf besteht aus zwei Gitterträgern mit hölzernen Gurten und Vertikalstreben. Der Gitterträger ist an den hinteren Innenstreben an den Flügeln angeschlossen. Der Rumpf trägt am Ende das Höhenleitwerk und das Seitenruder. Das Höhenruder liegt vor den Tragflächen. Die Besatzung sitzt in einer verkleideten Gondel.
Leitwerk
Das vordere Höhenruder ist aerodynamisch ausgeglichen und wird über Steuerseile direkt vom Bedienungshebel bewegt. Am hinteren Kastenleitwerk befindet sich oben ein unausgeglichenes Höhenruder, das mit dem vorderen Höhenruder verbunden ist. An den Endpfosten der Gitterträger befinden sich zwei Seitenruder. Der Oberflügel hat dreifache, der Unterflügel doppelte Querruder. Alle Ruder und Flossen bestehen aus Holz mit Stoffbespannung. Die Höhen- und Quersteuerung erfolgt mit Steuerhebeln. Die Seitenruder werden mit einem Fußhebel bedient. Die Trimmung erfolgt über ein Handrad.
Fahr- und Schwimmwerk
Es sind zwei stufenlose Hauptschwimmer mit rechteckigem Querschnitt vorhanden. Zusätzlich befindet sich ein Schwimmer unter der Höhenflosse. An jedem Hauptschwimmer befindet sich ein hochziehbares Zweiradfahrwerk. Die ersten Versuche wurden ohne Schwimmer mit normalem Radfahrwerk durchgeführt.

## Technische Daten
| Kenngröße             | Daten                              |
| --------------------- | ---------------------------------- |
| Besatzung             | 2                                  |
| Länge                 | 12,125 m                           |
| Spannweite            | 21,015 m                           |
| Höhe                  | 4,32 m                             |
| Flügelfläche          | 70 m²                              |
| Leermasse             | 1000 kg                            |
| Zuladung              | 200 kg                             |
| max. Startmasse       | 1200 kg                            |
| Antrieb               | ein Argus-Motor mit 100 PS (74 kW) |
| Höchstgeschwindigkeit | 60 km/h in Seehöhe                 |
| Reisegeschwindigkeit  | 55 km/h                            |
| Steigzeit             | 9:30 min auf 500 m Höhe            |
| Reichweite            | 80 km                              |